# Ratchet & Clank: Rift Apart
Ratchet & Clank: Rift Apart é um jogo eletrônico de plataforma e tiro em terceira pessoa desenvolvido pela Insomniac Games e publicado pela Sony Interactive Entertainment. É o décimo segundo título principal da série Ratchet & Clank, uma sequência de Ratchet & Clank: Into the Nexus de 2013, e foi lançado em junho de 2021 para PlayStation 5 e em julho de 2023 para Windows.

## Jogabilidade
Ratchet & Clank: Rift Apart é um jogo eletrônico de plataforma e tiro em terceira pessoa. O jogo compartilha muitas semelhanças de jogabilidade com Ratchet & Clank (2016) e outros jogos da série. Ele retém elementos dos Ratchet & Clank anteriores, como metralhamento, tiroteio, coleção de parafusos, armas automáticas, atualizações de saúde, atualização manual de armas Raritanium e gadgets. O personagem jogável principal é Ratchet. Ele é acompanhado por seu amigo robótico e companheiro Clank, que está pendurado em suas costas. Além disso, o jogo tem uma Lombax feminina jogável chamada Rivet. O jogador controla Ratchet e Rivet por diversos ambientes em diversas fases, derrotando inimigos com uma variedade de armas e dispositivos e atravessando obstáculos para completar os principais objetivos da missão.
O jogo apresenta à série o conceito de viagem quase instantânea em tempo real entre diferentes áreas, planetas e outros mundos dentro do jogo por meio de um sistema de portais interdimensionais. Para que o jogador utilize esse recurso, uma nova mecânica chamada "Rift Tether" é introduzida no arsenal de Ratchet e Rivet, que os puxa de um lado para outro de um portal, permitindo que eles se movam rapidamente entre os pontos. O jogo apresenta o retorno de planetas explorados em títulos anteriores com uma torção dimensional, por meio de suas contrapartes alternativas, ao lado de novos planetas não vistos anteriormente na franquia. O jogo apresenta maior mobilidade e opções de travessia com a adição de movimentos como corrida na parede. Além disso, o arsenal do jogo apresenta uma mistura de novas e clássicas armas de jogos anteriores.
O jogo apresenta uma variedade de opções de acessibilidade, incluindo um modo de alto contraste e alternadores para travessia simplificada, sensibilidade da câmera, assistência de vôo, entre outros, a fim de garantir que todos os jogadores possam jogar o jogo e completar a história.